# Fundación Caixa Galicia
La Fundación Caixa Galicia nació en el año 1989 como una fundación vinculada a la entidad financiera Caixa Galicia, con el fin de promover la cultura en sus múltiples facetas y manifestaciones. Para ello, se establecieron como propósitos fundamentales, entre otros, el fomento de la innovación, el desarrollo de la creatividad y la promoción de la identidad cultural.
Entre sus actividades destacaba la realización de exposiciones, ciclos de conferencias, conciertos, talleres, espectáculos de teatro y danza, así como publicaciones de diverso ámbito, tanto cultural como económico, siendo reconocida su labor con la Medalla de Oro al Mérito de las Bellas Artes en el año 1999 y con la Medalla de Honor de la Real Academia de Bellas Artes de San Fernando en el 2007.
Debido a la fusión de Caixa Galicia y Caixanova dando lugar a Novacaixagalicia en 2010, la fundación Novacaixagalicia pasó a gestionar la Obra Social de las dos antiguas cajas. En 2012, la propia Novacaixagalicia pasó a convertirse en una fundación de carácter especial bajo el protectorado de la Junta de Galicia tras perder su negocio bancario.

## Sedes

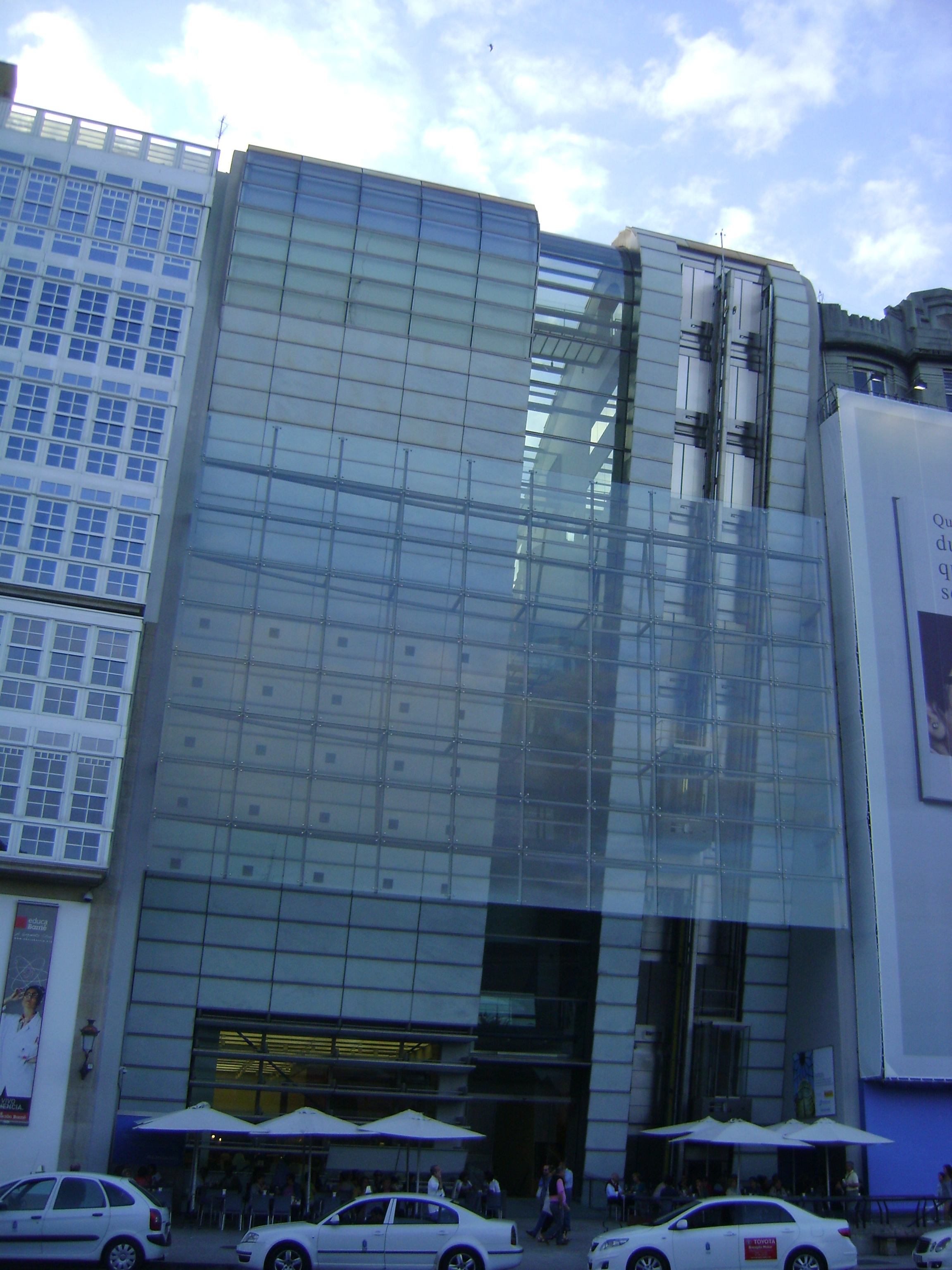
Edificio de la Fundación en La Coruña.

La Fundación mantuvo una presencia estable en Galicia, no sólo a través de la colaboración con otras instituciones, sino a través de la programación de actividades propias que distribuye entre sus siete sedes, ubicadas en las ciudades gallegas más importantes, y centros socioculturales. Las sedes se encontraban en:
- La Coruña
- Ferrol
- Orense
- Lugo
- Pontevedra
- Vigo
- Santiago de Compostela

## Colección Caixa Galicia
La Colección Caixa Galicia se fue consolidando como una de las colecciones corporativas de arte más importantes del ámbito territorial español, en la que tenían cabida no sólo artistas gallegos como Castelao, Luis Seoane, Laxeiro, Maruja Mallo, Jorge Barbi o Leiro, sino también artistas españoles y extranjeros, entre los que destacan Manuel Millares, J. Manuel Broto, M. Ángel Campano, Manolo Valdés, Sean Scully, Soledad Sevilla, Susana Solano, Miquel Navarro, José P. Croft, Tàpies, Granell o Pablo R. Picasso, entre otros. La fundación realizaba periódicamente exposiciones de estos fondos con la idea de mostrar al público la Colección agrupada según criterios temáticos, de estilo o autor.

## Becas y ayudas
La Fundación Caixa Galicia convocaba Becas para Estudios de Posgrado en universidades y centros de investigación de excelencia académica con la finalidad de permitir a sus beneficiarios/as, titulados/as españoles/as o extranjeros/as residentes en España, el perfeccionamiento académico y la especialización en los centros más reconocidos del mundo.
Sus Becas para Primera Obra nacieron con el objetivo de apoyar a jóvenes artistas mediante el apoyo económico y la proyección pública de sus obras. Estas becas estaban destinadas a promocionar trabajos de cualquier disciplina artística: literatura, música, artes plásticas, escénicas o audiovisuales.

## Premios
Los “Premios de la Fundación Caixa Galicia” se centraban en distintas ramas del saber y de la creación artística, literaria, científica y técnica. El objetivo era incentivar la creatividad de los jóvenes autores además de reconocer públicamente el trabajo de autores, investigadores y científicos.

## Biblioteca
La biblioteca de la fundación se centraba en la edición y promoción de obras, de las que una parte surgía desde su propio departamento de publicaciones, mientras que la otra se nutría de la colaboración con diversas entidades. Además contaba con el Fondo Bibliográfico Histórico Caixa Galicia, especializado en libro antiguo, que atesora volúmenes que abarcan desde el siglo XV hasta las primeras décadas del XX.

## Centro de Investigación Económica y Financiera
En el año 1999 se creó el Centro de Investigación Económica y Financiera de la Fundación Caixa Galicia (CIEF) con el objetivo de contribuir a un mejor conocimiento de los ámbitos socioeconómico y financiero estatales, y en particular de Galicia. El CIEF llevaba a cabo diversos proyectos de investigación así como la publicación de trabajos de ámbito socioeconómico.